# Обалокун
Обалокун (поч. XVII ст) — 13-й алаафін (володар) держави Ойо. Повне ім'я Обалокун Агана Ерін.

## Життєпис

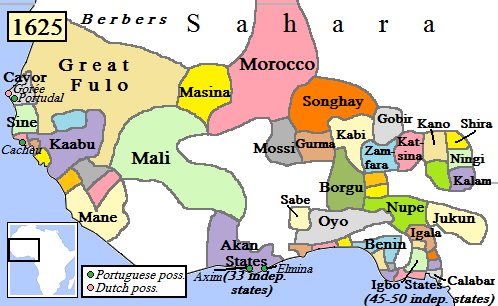
Ойо на момент сходження Обалокуна на трон

Син алаафіна Абіпи та доньки алаке (правителя) Егби. Посів трон приблизно між 1615 і 1625 роками. За легендами, відзначався жорстокістю, що, напевне, пов'язано з продовженням батьківських реформ, спрямованих на затвердження централізованої держави.
Розпочав активні походи у південно-східному напрямку. Військо Обалокуна вдерлося в межі Ігбоміни і дійшло до річки Осун, проте коли воно спробувало захопити місто Ілешу - столицю йорубської держави Іджеша, її жителі влаштували завали з дерев на дорогах і кіннота була змушена відступити. Іджеша відстояла незалежність, була змушена платити Ойо данину. Згодом всі зусилля підпорядкувати собі міста-держави Екіті, Ондо і Іданре також виявлялися безрезультатними, оскільки кінне військо втрачало переваги в лісі. Ворогам Ойо також допомагало Бенінське царство.
Обалокун став першим володарем Ойо, що встановив дипломатичні та торгівельні контакти з португальцями, а згодом з французами. Торгівлю здійснював через міста держав Аллада і Мала Ардра. Крім того, налагодив торгівлю з містами хауса, де став закупляти сіль.
Йому спадкував онук Аджагбо.